# Ja'el Aradová
Ja'el Arad (hebrejsky יעל ארד‎), (* 1. května 1967 Tel Aviv, Izrael) je bývalá reprezentantka Izraele v judu. Je majitelkou stříbrné olympijské medaile.

## Sportovní kariéra
S judem začala v 8 letech a vrcholově se mu věnovala pod vedením Leopolda Daniela. Mezi světovou špičkou se začala prosazovat až po přestupu do polostřední váhy v roce 1988.
V roce 1992 patřila k favoritkám na zlatou medaili na olympijských hrách v Barceloně a po náročném losu se dostala až do finále. Na svoji soupeřku Francouzku Fleury si věřila, ten rok ji porazila před domácím publikem na pařížském turnaji, ale v Barceloně ji Francouzka šikovně povodila na zemi a v poměru 1:2 při hantei ji připravila o možnost stát se první izraelskou olympijskou vítězkou. V roce 1996 startovala na olympijských hrách v Atlantě, ale nestačila na své asijské soupeřky. Po skončení sportovní kariéry se judu věnovala jako trenérka.

## Výsledky
| Turnaj             | 1984       | 1985       | 1986       | 1987       | 1988             | 1989             | 1990             | 1991             | 1992             | 1993             | 1994             | 1995             | 1996             |                  |                  |
| Turnaj             | 17         | 18         | 19         | 20         | 21               | 22               | 23               | 24               | 25               | 26               | 27               | 28               | 29               |                  |                  |
| Turnaj             | lehká váha | lehká váha | lehká váha | lehká váha | polostřední váha | polostřední váha | polostřední váha | polostřední váha | polostřední váha | polostřední váha | polostřední váha | polostřední váha | polostřední váha | polostřední váha | polostřední váha |
| ------------------ | ---------- | ---------- | ---------- | ---------- | ---------------- | ---------------- | ---------------- | ---------------- | ---------------- | ---------------- | ---------------- | ---------------- | ---------------- | ---------------- | ---------------- |
| Olympijské hry     |            |            |            |            |                  |                  |                  |                  | 2.               |                  |                  |                  | 5.               |                  |                  |
| Mistrovství světa  | 7.         |            | úč.        | úč.        |                  | úč.              |                  | 3.               |                  | 2.               |                  | 5.               |                  |                  |                  |
| Mistrovství Evropy | úč.        | 7.         | úč.        | úč.        | úč.              | 3.               | úč.              | 3.               | 5.               | 1.               | —                | —                | —                |                  |                  |